# Пашков, Сергей Вадимович
Серге́й Вади́мович Пашко́в (род. 12 июля 1964 года, Москва) — российский журналист, шеф Ближневосточного бюро ВГТРК, собственный корреспондент программы «Вести» в Израиле. Победитель национального телевизионного конкурса «ТЭФИ—2007».

## Биография
Родился в Москве в семье физиков. Есть сестра и младший брат — протоиерей Дмитрий Пашков (род. 1971), религиовед, старший преподаватель кафедры общей и русской церковной истории и канонического права ПСТГУ, преподаватель ОЦАД.
Окончил Московский историко-архивный институт (ныне Российский государственный гуманитарный университет). Служил в Советской армии. С января 1983 по декабрь 1989 год работал историком-архивистом Центрального государственного архива древних актов. Позже принимал участие в создании центра документации «Народный архив», работал под руководством профессора МГИАИ Б. С. Илизарова.
С января 1990 по декабрь 1996 год преподавал в Историко-архивном институте.
С января 1996 года работал в должности комментатора и ведущего информационно-политических программ «Радио России».
На телеканале «Россия» — с января 1997 года. Являлся корреспондентом, специальным корреспондентом, комментатором, политическим обозревателем программы «Вести» Дирекции информационных программ Российского телевидения.
С августа 2000 по сентябрь 2001 года вёл телевизионную программу «Подробности», выходившую на канале РТР сразу же после вечернего выпуска «Вестей».
В 2001—2002 годах вёл ночные выпуски программы «Вести» телеканала РТР («Россия»).
С 18 ноября 2002 по 10 июня 2003 года также вёл ночное ток-шоу «Вести+».
В Израиле с августа 2003 года, возглавил образованное ближневосточное бюро «Вестей». Освещал Вторую ливанскую войну и уличные протесты в Египте 2011 года. 2 февраля 2011 года напали демонстранты, разбив камеру и нанеся несколько ударов. Группа проходивших мимо людей отбила его. Снял несколько документальных фильмов об Израиле, среди которых «Израиль: страна накануне», «Израиль — Палестина. Противостояние» и «Моссад. Неуловимые мстители».
Увлекается авторской песней, литературой и историей.

## Личная жизнь
Первая жена — Ольга Валентиновна Пашкова (род. 1970), журналистка.
- Сыновья — Антон (род. 1986) и Кирилл (род. 1996)[2].

Вторая жена — Алия Константиновна Судакова (дев. Големба) (род. 1974), журналистка. Свадьба состоялась в 2008 году в Иерусалиме, брак зарегистрирован в консульском отделе Посольства России в Израиле.
- В данном браке у пары родились две дочери[18][19]

## Награды и премии
- Медаль ордена «За заслуги перед Отечеством» II степени (27 июня 2007 года) — за большой вклад в развитие отечественного телевидения и многолетнюю плодотворную работу[20].
- Национальная телевизионная премия «ТЭФИ—2007» в номинации «Репортёр» категории «Лица» (21 сентября 2007 года) — «Вести недели». «Гражданская война в Секторе Газа»[21].